# Around the World (East 17)
Around the World is een nummer van de Britse boyband East 17 uit 1994. Het is de eerste single van hun tweede studioalbum Steam.
"Around the World" is een ballad die gaat over het goede gevoel thuis te zijn. Het nummer werd een bescheiden hit in Europa. Het meeste succes had het in het Verenigd Koninkrijk, waar het de 3e positie behaalde. In de Nederlandse Top 40 werd de 10e positie gehaald.